# Sovkhozni (Krasnoiarsk)
|  | Per a altres significats, vegeu «Sovkhozni». |

Sovkhozni (en rus: Совхозный) és un poble (un possiólok) del krai de Krasnoiarsk, a Rússia, segons el cens del 2017 tenia 123 habitants. Pertany al districte municipal d'Aguínskoie.